# Yang Yo-seob
Đây là một tên người Triều Tiên, họ là Yang.
Yang Yo-seob (tiếng Hàn: 양요섭; Hanja: 梁耀燮; Hán-Việt: Lương Diệu Tiếp, sinh ngày 5 tháng 1 năm 1990) là một ca sĩ, diễn viên nhạc kịch và CEO người Hàn Quốc, thành viên của nhóm nhạc nam nổi tiếng BEAST/HIGHLIGHT. Yoseob được mệnh danh là một trong những giọng ca chính xuất sắc nhất tại Hàn Quốc. Anh là cựu thực tập sinh của M - BOAT Ent., JYP Ent., debut dưới trướng CUBE Ent., sau khi hợp đồng kết thúc, anh và bốn thành viên còn lại của BEAST cùng rời đi, thành lập công ty Around Us Ent. để tự quản lý hoạt động của mình.

## Tiểu sử
Từ bé Yoseob đã nhận được nhiều lời khen ngợi về giọng hát của mình và nuôi ước mơ trở thành một ca sĩ. Khi học cấp ba, anh đã tham gia vào ban nhạc rock khá nổi tiếng của trường (ca sĩ Lee Seung-gi cũng từng là thành viên của ban nhạc này).
Bắt đầu từ năm thứ ba trung học, Yoseob đã bắt đầu tham gia các buổi thử giọng, anh ra vào nhiều công ty giải trí khác nhau nhưng vẫn không có cơ hội được ra mắt chính thức. Năm 2005, Yoseob trở thành thực tập sinh của JYP, tại đây anh đã lần đầu tiên gặp gỡ hai thành viên cùng nhóm là Lee Gikwang và em út Son Dongwoon. Sau sáu tháng thực tập, JYP thông báo Yoseob bị loại. Yoseob đã khóc rất nhiều vào ngày hôm đó và cả những ngày sau đó nữa, trên đường rời khỏi công ty, Yoseob đã bắt gặp 2AM Jo Kwon và Gikwang, họ đã ôm anh vào lòng và an ủi anh rất lâu.
Anh cũng từng là thực tập sinh của M - BOAT Ent trong nhiều năm. Cùng các thực tập sinh khác, anh đã có nhiều màn trình diễn tại Monday Concert của công ty vào mỗi thứ hai hàng tuần. Anh thường song ca với Daniel, người sau này sẽ trở thành giọng ca chính của nhóm nhạc DALMATIAN. Video dạy tiếng Anh mang tên UCC Star do cả hai tự sản xuất cũng khá phổ biến trên mạng tại thời điểm đó. Người hâm mộ của họ thậm chí đã lập nên một fancafe chính thức mang tên Soulmate để ủng hộ hoạt động của cả hai, khi Daniel trở về Mỹ, Soulmate trở thành fancafe của riêng Yoseob và vẫn hoạt động cho đến ngày nay.
Đang khi Yoseob có ý định từ bỏ con đường ca hát của mình thì người bạn học cùng trường cấp ba, không ai khác đó là Lee Gikwang đã mời anh gia nhập một công ty chỉ mới được thành lập - CUBE Entertainment. Tại CUBE, anh lại lần nữa nhận được thông báo mình bị loại vì lý do ngoại hình không phù hợp với phong cách của nhóm, nhưng may mắn thay, ca sĩ Bi Rain đã nhìn ra năng lực của anh và đề nghị công ty giữ anh lại. Bên cạnh đó, Yoseob đã giới thiệu Jang Hyunseung, người tham gia cùng lớp học nhảy với anh đến thử giọng và nhờ đó Hyunseung trở thành một mẩu của BEAST và Trouble Maker. Ngày 4 tháng 4 năm 2009, Gikwang debut trước tất cả các thành viên khác với vai trò là nghệ sĩ solo, Yoseob cùng với Yoon Doojoon, Yong Junhyung trở thành những backup dancer của Gikwang trong MV và trên sân khấu, sau này khi trả lời phỏng vấn, Yoseob đã thừa nhận đó là khoảng thời gian khó khăn nhất trong sáu năm làm thực tập sinh đầy vất vả của anh.

## Sự nghiệp
Ngày 25-11-2012, Yoseob đã phát hành album solo đầu tay là The First Collage. Bài hát chủ đề là "Caffeine" đạt vị trí số một trên nhiều bảng xếp hạng, xuất sắc giành Tripple Crown trên Music Bank. Bài hát đã giúp tài năng ca hát của nam ca sĩ được rộng rãi công chúng công nhận, tên tuổi của anh càng trở nên nổi tiếng tại thời kỳ này.
Cuối năm 2012 - đầu năm 2013, Yoseob trở thành thần tượng đầu tiên làm huấn luyện viên cho chương trình The Voice Kid Hàn Quốc và thành công dẫn dắt học trò của mình, “giọng ca buồn” Kim Myung Joo trở thành quán quân của chương trình.
Ngày 19-02-2018, anh phát hành mini album White, album solo thứ 2 sau 6 năm hoạt động. Ca khúc chủ đề với tên gọi "Where I Am Gone", lấy cảm hứng từ tiểu thuyết Me Before You (2012) của nữ nhà văn Jojo Moyes. Ca khúc phát hành đã đạt được vị trí số 1 trên MNET và Naver. Ca khúc "Star" trong album cũng dành được nhiếu sự yêu thích của khán giả.
Ngày 9-4-2018, Yoseob trở thành DJ của chương trình Dream Radio cho đến trước khi nhập ngũ. Anh đã nhận được giải thưởng Tân binh hạng mục Radio năm 2018 do đài MBC trao tặng vì đã thực hiện xuất sắc vai trò DJ của mình.
Vào đúng ngày lên đường nhập ngũ, ngày 24-01-2019, Yoseob phát hành đĩa đơn kỹ thuật số 20 Full Moons bao gồm hai bài hát để gửi gắm những lời anh muốn nói đến 4 thành viên cùng nhóm và fan hâm mộ.
Ngày 20-09-2021, sau gần 12 năm debut, Yoseob phát hành full album đầu tiên mang tên Chocolate Box bao gồm 12 bài hát, tên album được đặt dựa trên câu thoại vô cùng ý nghĩa trong bộ phim Forrest Gump: “Mẹ tôi luôn luôn nói: Cuộc sống như một hộp socola. Con sẽ không bao giờ biết mình sẽ lấy được cái gì.” (“My mamma always said, Life was like a box of chocolates. You never know what you are gonna get.”). Ca khúc chủ đề "Brain" đã đạt vị trí cao trên nhiều nền tảng âm nhạc, trụ vững vị trí số 1 trên bảng xếp hạng Bugs suốt 12 giờ. Chocolate Box cũng là album solo có số lượng bán ra trong tuần đầu tiên cao nhất từ trước đến nay của Yoseob.
Ngày 29-11-2021, Yoseob trở thành người mở màn cho dự án tái hiện lại những kiệt tác của nhạc sĩ Jo Young Soo bằng việc phát hành bản remake ca khúc First Snow, từng được hát bởi nhóm nhạc tiền bối SG Wannabe. Được biết, hitmaker Jo Young Soo đã quyết định mời Yoseob vì màn trình diễn cuối cùng của anh trên sân khấu King of Mask Singer với bài hát cũng mang tên First Snow, ông cũng nhận xét: "Thay vì nói về điểm mạnh của Yoseob thì tôi cho rằng nên nói Yoseob là ca sĩ không có khuyết điểm nào".

### King of Mask Singer
Ngày 30-08-2020, Yoseob chính thức hoàn thành quá trình thực hiện nghĩa vụ quân sự của mình. Một tuần sau ngày xuất ngũ, anh xuất hiện trên chương trình King of Mask Singer với vai trò là ca sĩ giấu mặt, tên gọi là "Chú mèo bên bếp lửa" (Fireplace Cat). Anh đã giành chiến thắng 8 lần liên tiếp trong chương trình này, là idol đầu tiên giành được chiến thắng ngay lần đầu tiên tham gia, đứng thứ hai về số lần thắng trong số toàn bộ người chơi và đứng thứ nhất trong số các idol tham gia thi đấu.
Năm 2011, Yoseob gây được nhiều sự chú ý bởi màn trình diễn Mother đầy cảm xúc trên chương trình ca nhạc Immortal Song 2. Năm 2013, nữ ca sĩ opera từng đạt giải Grammy - Jo Sumi đã rất ấn tượng khi xem được màn trình diễn của anh nên đã mời Yoseob hát lại bài Mother một lần nữa và song ca cùng cô tại buổi hòa nhạc Part Concert 'La Fantasia của mình. Năm 2015, Yoseob được nghệ sĩ Jo Sumi mời tham gia vào mini album “DRAW” của cô. Năm 2016, Yoseob lần nữa song ca và còn biểu diễn solo hai ca khúc “The night of 1991” và “When cold night blew” của nghệ sĩ Park Hyo-shin tại buổi hòa nhạc đặc biệt của nghệ sĩ Jo Sumi do Bộ Quốc phòng Hàn Quốc tổ chức. Được biết, Yoseob là thần tượng duy nhất được giọng nữ cao nổi tiếng thế giới này mời hợp tác.
| Tập | Bài hát                          | Tỉ số                      | Thành tích                                                                            |
| --- | -------------------------------- | -------------------------- | ------------------------------------------------------------------------------------- |
| 137 | I Knew I Love Only One Station   | 17 -4 19 - 2 20 - 1 16 - 5 |                                                                                       |
| 138 | As Time Goes By - OST Reply 1988 | 11 - 10                    | No. 2 top 100 video Naver                                                             |
| 139 | When Our Lives Are Almost Over   | 16 - 5                     |                                                                                       |
| 140 | I Ask                            | 11 - 10                    |                                                                                       |
| 141 | Grown Up                         | 20 - 1                     | No. 1 top 100 video Naver Tỷ số đậm nhất trong vòng bảo vệ ngai vàng của chương trình |
| 142 | To Me                            | 15 - 6                     |                                                                                       |
| 143 | End Of The Day                   | 18 - 3                     |                                                                                       |
| 144 | Forever And Ever                 | 16 - 5                     | No. 1 top 100 video Naver                                                             |
| 145 | The First Snow - OST Goblin      | 5 - 16                     |                                                                                       |

## Đời tư
Anh nhập ngũ vào ngày 24-01-2019, tham gia huấn luyện tại trại huấn luyện tập trung Non-san trong 4 tuần đầu và bắt đầu được đào tạo, phục vụ tại sở cảnh sát Kangdong với tư cách là cảnh sát nghĩa vụ. Ngày 30-9-2020, sau một năm bảy tháng bảy ngày, anh chính thức xuất ngũ.

## Nhạc kịch
Yoseob đã giành được danh hiệu "Ngôi sao nhạc kịch mới nổi" từ giải thưởng Golden Ticket Awards năm 2011. Anh cũng thường được mời đóng vai chính trong các vở nhạc kịch.
| Năm         | Tiêu đề                                      | Trong vai            |
| ----------- | -------------------------------------------- | -------------------- |
| 2011        | Gwanghwamun Sonata                           | Ji Yong              |
| 2013        | Joseph and the Amazing Technicolor Dreamcoat | Joseph               |
| 2014        | Full House                                   | Lee Young Jae        |
| 2014        | Zorro                                        | Zoro                 |
| 2015        | Robin Hood                                   | Prince Philip        |
| 2015        | Cinderella                                   | Hoàng tử Christopher |
| 2017 2020   | Those Days                                   | Moo Young            |
| 2021 - 2022 | Something Rotten                             | Nick Bottom          |

## Nhạc phim
| Năm  | Phim                          | Tên bài hát                   | Kết hợp                                 |
| ---- | ----------------------------- | ----------------------------- | --------------------------------------- |
| 2012 | I Am A Flower Too             | Dreaming                      | BEAST Yong Junhyung, BEAST Son Dongwoon |
| 2012 | Road to Hope                  | Be Alright                    | G.Na, 4MINUTE Gayoon, BTOB Changseob    |
| 2012 | Iris 2                        | Black Paradise                | BEAST                                   |
| 2015 | Let's Eat 2                   | Why Don't You Know            |                                         |
| 2015 | Scholar Who Walks the Night   | Without You                   | BEAST Yoon Doojoon, BEAST Son Dongwoon  |
| 2016 | Hwarang                       | The Divine Move               |                                         |
| 2017 | The Ruler: Master of the Mask | The man who couldn't cry Tree |                                         |
| 2018 | Re-Playlist Vol. 1            | On the Road                   |                                         |
| 2018 | Let's Eat 3                   | Although I Still I            |                                         |
| 2020 | A Guide to Proper Dating      | Love Recognized At Once       |                                         |
| 2021 | Romance 101                   | Love Day                      | APINK Jung Eunji                        |
| 2022 | Our Beloved Summer            | Even Now                      |                                         |

## Sáng tác
Ba trong số bốn thành viên của Highlight đều có thể sáng tác nhạc. Trong đó, Yoseob thường xuyên hợp tác viết lời, sáng tác cùng người bạn học cùng cấp ba của mình là Gyuberlake. Yoseob thường  theo đuổi thể loại ballad và có rất nhiều bài hát anh dùng để gửi gắm tâm tư đến người hâm mộ của mình.
| Tên bài hát     | Năm ra mắt | Hợp tác                   | Album                                                                |
| --------------- | ---------- | ------------------------- | -------------------------------------------------------------------- |
| Come Out        | 2016       | Gyuberlake                | BEAST's 3rd full album - Highlight                                   |
| Practice        | 2016       | Gyuberlake                | BEAST's 3rd full album - Highlight                                   |
| Beginning       | 2017       | Yong Junhyung, Gyuberlake | Highlight's 1st mini album - Can you feel it?                        |
| Tree            | 2017       | Gyuberlake                | OST The Ruler: Master of the Mask                                    |
| Star            | 2017       | Gyuberlake                | Highlight's 1st mini album - Can you feel it? 2rd mini album - White |
| It's You        | 2018       | Gyuberlake                | 2rd mini album - White                                               |
| Where I Am Gone | 2018       | Gyuberlake                | 2rd mini album - White                                               |
| Solace          | 2018       | Gyuberlake                | 2rd mini album - White                                               |
| Heart           | 2018       | Yoon Ddan Ddan            | 2rd mini album - White                                               |
| Wind            | 2018       | Son Dongwoon, Gyuberlake  | Highlight's special album - Outro                                    |
| With You        | 2019       | Gyuberlake                | Digital album - 20 Full Moons                                        |
| Moonlight       | 2019       | Gyuberlake                | Digital album - 20 Full Moons                                        |
| Dry Flower      | 2021       | Gyuberlake                | 1st full album - Chocolate Box                                       |
| Alone           | 2021       | Gyuberlake                | 1st full album - Chocolate Box                                       |
| The Last Cold   | 2021       | Gyuberlake                | 1st full album - Chocolate Box                                       |
| Good Morning    | 2021       | Gyuberlake                | 1st full album - Chocolate Box                                       |
| YES OR NO       | 2021       | Gyuberlake                | 1st full album - Chocolate Box                                       |